# Cesare Speciano
Cesare Speciano ou Cesare Speciani (1539–1607) foi um prelado católico romano que serviu como Núncio Apostólico do Imperador de 1592 a 1597, Bispo de Cremona de 1591 a 1607, Núncio Apostólico na Espanha de 1585 a 1588, e Bispo de Novara de 1584 a 1591.

## Biografia
Cesare Speciano nasceu em Cremona, Itália, em 1 de setembro de 1539 e foi ordenado sacerdote em 1567 em Milão. Em 28 de novembro de 1584, foi nomeado durante o papado do Papa Gregório XIII como Bispo de Novara. Recebeu a ordenação episcopal em 13 de dezembro de 1584, na Capela Sistina em Roma, pelo cardeal Tolomeo Gallio, com Giovanni D'Amato, Bispo Emérito de Minori, e Paolo Odescalchi, Bispo Emérito de Penne e Atri, servindo como co-consagradores.
Em 11 de dezembro de 1585, foi nomeado pelo Papa Sisto V como Núncio Apostólico na Espanha; ele renunciou ao cargo em 27 de agosto de 1588. O Papa Gregório XIV o nomeu aos 30 de janeiro de 1591 como Bispo de Cremona. Em 14 de maio de 1592, Speciano foi nomeado pelo Papa Clemente VIII como Núncio Apostólico do Imperador; renunciou ao cargo (então conhecido como Núncio Apostólico na Alemanha) em 20 de junho de 1597. Serviu como Bispo de Cremona até sua morte em Espoleto.

## Sucessão episcopal
Enquanto bispo, foi o consagrador principal de:
- José Anglés, Bispo de Bosa (1587);
- Andrés Pacheco, Bispo de Segóvia (1588);
- Zbynék Berka z Dubé a Liepé, Arcebispo de Praga (1593); e
- Simon Feuerstein, bispo titular de Belline e bispo auxiliar de Brixen (1598).